# Ian Keith

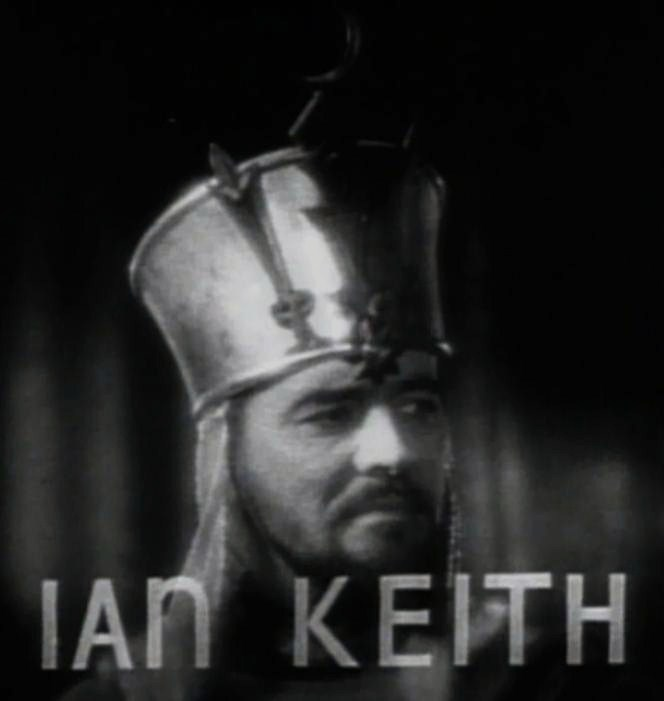
Ian Keith i trailern till Korsriddarna (1935)

Ian Keith född Keith Ross 27 februari 1899 i Boston i Massachusetts i USA,  död 26 mars 1960 i New York, var en amerikansk skådespelare.

## Filmografi i urval
- 1930 – Abraham Lincoln
- 1931 – Susan Lenox
- 1933 – Drottning Christina
- 1934 – Cleopatra
- 1935 – Korsriddarna
- 1936 – Maria Stuart
- 1945 – Kapten Kidd
- 1948 – De tre musketörerna
- 1956 – De tio budorden